# 埃迪斯托灣
埃迪斯托灣（英語：Edisto Inlet），是南極洲的海灣，位於維多利亞地的博克格雷溫克海岸，屬於穆布賴灣的一部分，長13公里、寬6公里，處於哈勒特角和克里斯蒂角之間，現時由南極條約體系管理。

## 外部連結
. . United States Geological Survey.   [2012-02-23].
. Gna-GeographicNamesOfTheAntarctic1stEdition1981_djvu: 604.   [2012-02-23]. （原始内容存档于2013-10-15）.
72°20′S 170°5′E / 72.333°S 170.083°E